# Copa de la Lliga danesa de futbol
La copa de la Lliga danesa de futbol (Tele2 LigaCup) fou una competició danesa de futbol patrocinada per l'empresa Tele2. Aquests partits no són considerats oficials per l'Associació Danesa de Futbol.

## Format
El torneig va ser disputat entre els 3 primers classificats de la lliga danesa de futbol, en enfrontaments tots contra tots, en partits de 45 minuts de durada.

## Historial
| Any  | Campió     | Finalista        | 3r classificat | Estadi          |
| ---- | ---------- | ---------------- | -------------- | --------------- |
| 2005 | Brøndby IF | F.C. Copenhaguen | FC Midtjylland | Brøndby Stadion |
| 2006 | Brøndby IF | F.C. Copenhaguen | Viborg FF      | Farum Park      |

## Palmarès
| Títols | Equip      |
| ------ | ---------- |
| 2      | Brøndby IF |